# Boelenspolder
De Boelenspolder is een voormalig waterschap in de provincie Groningen.
Het waterschapje lag aan de zuidkant van het dorp Rottum, tussen het Rottumermaar en het Boterdiep in.
De molen, gebouwd door Jan Willems Boelens, stond aan het Rottumermaar, een zijtak van het Koksmaar. 
Waterstaatkundig gezien ligt het gebied sinds 2000 binnen dat van het waterschap Noorderzijlvest.